# 高木健旨
高木 健旨（たかぎ けんじ、1976年5月13日 - ）は、フランス出身の元プロサッカー選手、サッカー指導者。現役時代のポジションはミッドフィルダー。

## 来歴

### 選手時代
釜本FCキャプテンとして、1991年3年時には日本クラブユース選手権U-15大会3位。
優秀選手対抗戦では西軍の選手として2得点の活躍。
1991年高円宮杯全日本ユース（U-15）サッカー選手権大会3位。準決勝で当時の東海大学付属第一中学校（現東海大学付属静岡翔洋高等学校・中等部）に惜敗。
中学2年の春休みに関西選抜として出場した「第14回全日本選抜中学生大会（現・14歳以下ナショナルトレセン）」では財前宣之、中田英寿らと共に大会優秀選手に選考された。
その時の関西選抜は他に宮本恒靖、楢﨑正剛、波戸康広ら。1976年生まれの大会優秀選手は他に中田英寿、財前宣之、安永聡太郎、佐藤由紀彦ら。
釜本FCからの昇格という形でガンバ大阪ユースの一期生でガンバ大阪ユースの初代10番。
高校1年時には、メンバー全てが1年生で出場した日本クラブユース選手権U-18大会で準優勝という快挙。
決勝戦で読売クラブに0−1で惜敗。
高校2年からは1994年当時のJサテライトリーグにも高校生として出場していた。
高校2年時、第一回Jユース選手権大会3位。
高校3年時、第二回Jユース選手権大会優勝。
同年1995年にはガンバユースで初めてトップチーム昇格。（ユースからは宮本恒靖、松山明男が昇格、大学からは實好礼忠、森下仁志、中口雅史が同期入団）
1995年から1996年の2年間の在籍で怪我やチーム事情に恵まれなかったこともありJリーグ出場は果たせなかった。1996年のJサテライトリーグではほぼ全ての試合でキャプテンを務めるなど活躍するもトップチームからのお呼びはかからなかった。
1997年に当時JFLの大分に移籍。1年間で監督が3度代わるという歴史的シーズンでチームとしての結果は残すことができなかった。韓国代表としてW杯や五輪を経験した皇甫官、崔大植、李宇韺らと共にプレーできたことは自身の財産になると後に語った。
1998年のフランスW杯イヤーには生まれ故郷であるフランスに留学。語学を学ぶのと平行し、フランスリーグ2部（Division2　現Ligue2）、フランスリーグ3部（Division3　現Ligue3）の数チームで練習生として約3ヶ月間プレーした。
フランス留学の翌年の1999年J2リーグ開幕年から2002年までの4シーズンをサガン鳥栖で過ごした。
MF、SB、WBなど複数のポジションでプレーし、セットプレーではキッカーを務めアシストが非常に多い選手であった。
2002年シーズン終了後に引退を表明した。

### 指導者時代
2007年、三浦泰年氏がスーパーバイザーを務めるFCトッカーノU-15の立ち上げに関わり、指導者としてのキャリアをスタートした。
2011年、ヴィッセル神戸スクールコーチに就任し、翌年からはアカデミースカウトとしても活躍。
2015年、ヴィッセル神戸伊丹U-15コーチ兼アカデミースカウトに就任。
2016年8月、Jリーグアカデミ−U-13選抜監督  2016 Gotha Cup China（Boys14）
2017年2月、ジェフユナイテッド市原・千葉U-18コーチに就任。
2018年2月、ジェフユナイテッド市原・千葉 U-15/U14コーディネーター 兼 U-15監督に就任。
2020年、南葛SCヘッドコーチに就任。2023年4月11日、森一哉監督の退任に伴い暫定監督を務め、4月25日から正式に監督に就任した。

## 所属クラブ
- 釜本FC（現・ガンバ大阪ジュニア）
- 1989年 - 1991年 釜本FC（現・ガンバ大阪ジュニアユース）
- 1992年 - 1994年 ガンバ大阪ユース
- 1995年 - 1996年 ガンバ大阪
- 1997年 大分トリニティ
- 1999年 - 2002年 サガン鳥栖

## 個人成績
| 国内大会個人成績 | 国内大会個人成績 | 国内大会個人成績 | 国内大会個人成績 | 国内大会個人成績 | 国内大会個人成績 | 国内大会個人成績 | 国内大会個人成績 | 国内大会個人成績 | 国内大会個人成績 | 国内大会個人成績 | 国内大会個人成績 |
| 年度             | クラブ           | 背番号           | リーグ           | リーグ戦         | リーグ戦         | リーグ杯         | リーグ杯         | オープン杯       | オープン杯       | 期間通算         | 期間通算         |
| 年度             | クラブ           | 背番号           | リーグ           | 出場             | 得点             | 出場             | 得点             | 出場             | 得点             | 出場             | 得点             |
| 日本             | 日本             | 日本             | 日本             | リーグ戦         | リーグ戦         | リーグ杯         | リーグ杯         | 天皇杯           | 天皇杯           | 期間通算         | 期間通算         |
| ---------------- | ---------------- | ---------------- | ---------------- | ---------------- | ---------------- | ---------------- | ---------------- | ---------------- | ---------------- | ---------------- | ---------------- |
| 1995             | G大阪            | -                | J                | 0                | 0                | -                | -                | 0                | 0                | 0                | 0                |
| 1996             | G大阪            | -                | J                | 0                | 0                | 0                | 0                | 0                | 0                | 0                | 0                |
| 1997             | 大分             |                  | 旧JFL            | 6                | 0                | -                | -                | 0                | 0                | 6                | 0                |
| 1999             | 鳥栖             | 15               | J2               | 16               | 1                | 1                | 0                | 2                | 0                | 19               | 1                |
| 2000             | 鳥栖             | 15               | J2               | 23               | 0                | 2                | 0                | 1                | 0                | 26               | 0                |
| 2001             | 鳥栖             | 15               | J2               | 37               | 0                | 2                | 0                | 0                | 0                | 39               | 0                |
| 2002             | 鳥栖             | 15               | J2               | 17               | 0                | -                | -                | 0                | 0                | 17               | 0                |
| 通算             | 日本             | 日本             | J1               | 0                | 0                | 0                | 0                | 0                | 0                | 0                | 0                |
| 通算             | 日本             | 日本             | J2               | 93               | 1                | 5                | 0                | 3                | 0                | 101              | 1                |
| 通算             | 日本             | 日本             | 旧JFL            | 6                | 0                | -                | -                | 0                | 0                | 6                | 0                |
| 総通算           | 総通算           | 総通算           | 総通算           | 99               | 1                | 5                | 0                | 3                | 0                | 107              | 1                |

## タイトル

### クラブ
ガンバ大阪ユース
- Jユースカップ：1回（1994年）

## 資格
- JFA公認A級指導者ライセンス

## 指導歴
- 2007年 - 2010年 FC.トッカーノ U-15 監督
- 2011年2月 - 2017年1月 ヴィッセル神戸
  - 2011年2月 - 2015年1月 サッカースクールコーチ
  - 2012年2月 - 2015年1月 U-12/サッカースクール技術統括補佐兼アカデミースカウト
  - 2015年2月 - 2017年1月 伊丹U-15コーチ兼アカデミースカウト
- 2016年8月 Jリーグアカデミ−U-13選抜 監督 2016 Gothia Cup China（Boys14）
- 2017年2月 - 2019年 ジェフユナイテッド市原・千葉
  - 2017年2月 - 2017年12月 U-18 コーチ
  - 2018年 U-15/U14コーディネーター兼U-15監督
  - 2019年 U-14 監督
- 2020年 - 南葛SC
  - 2020年 - 2023年4月 ヘッドコーチ
  - 2023年4月 - 同年12月 監督
  - 2024年 - ヘッドコーチ